# Szczęka

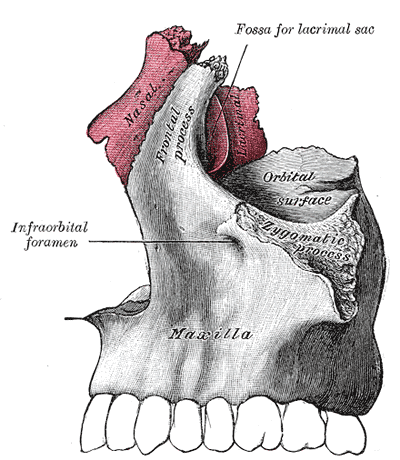
Lewa kość szczękowa widoczna od strony przednio-bocznej

Lewa kość szczękowa – animacja

Szczęka (łac. maxilla) albo kość szczękowa (os maxillare) – kość parzysta, stanowiąca zasadniczą część składową twarzoczaszki. Kość szczękowa składa się z trzonu (corpus) i czterech wyrostków: czołowego, jarzmowego, podniebiennego i zębodołowego.
Szczęka jest kością parzystą – w czaszce występują dwie szczęki: lewa i prawa, stanowiące swoje lustrzane odbicie. W ujęciu anatomicznym błędem jest nazywanie żuchwy szczęką (dolną), natomiast w języku potocznym jest to zgodne z normami językowymi; w takim ujęciu obie kości szczękowe („szczęka górna”) i żuchwa („szczęka dolna”) określane są łącznie jako szczęki.

## Trzon
Powierzchnia przyśrodkowa trzonu stanowi część bocznej ściany jamy nosowej, od przodu ogranicza otwór gruszkowaty, u dołu którego tworzy kolec nosowy przedni (spina nasalis anterior). Powierzchnia przyśrodkowa łączy się także szwem podniebiennym pośrodkowym. Powierzchnia boczna jest zasłonięta umocowaną do niej kością jarzmową, zaś powierzchnie przednia i tylna tworzą zewnętrzny zarys dolnego odcinka twarzoczaszki. Powierzchnia górna trzonu szczęki, czyli oczodołowa, stanowi większą część dolnej ściany oczodołu.
Na powierzchni przedniej trzonu szczęki poniżej otworu oczodołowego znajduje się niewielkie wgłębienie, zwane dołem nadkłowym. We wnętrzu szczęki znajduje się zatoka szczękowa wypełniona powietrzem. Pojemność tej zatoki wynosi ok. 24 cm3.